# ساكسونيا العليا

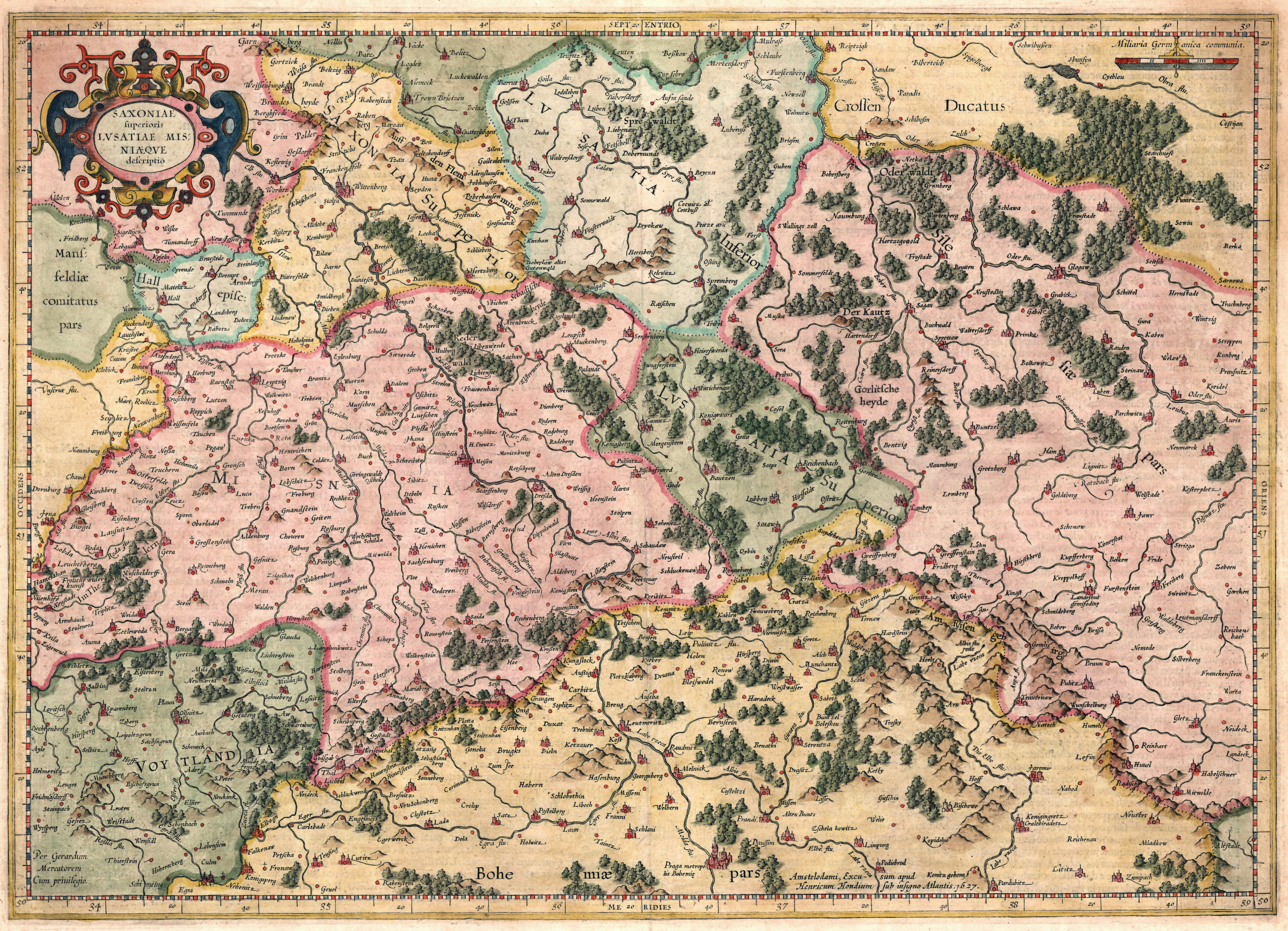
ساكسونيا سوبريوريس (ساكس–فيتنبرغ) مع مايسن و لوساتيا، أطلس مركاتور–هونديوس، 1627

ساكسونيا العليا (بالألمانية: Obersachsen)‏ هو اسم أطلق على غالبية الأراضي الألمانية التي كانت تحت سيطرة بيت فتين في ما يسمى الآن "وسط ألمانيا" (Mitteldeutschland).

## التاريخ
الاسم مستمد من لما سقط الدوق هاينريش الأسد في 1180 وانحلت دوقية ساكسونيا وانتقلت أراضي دوقية ساكس-فيتنبرغ  إلى بيت أسكانيا في وقت لاحق إلى فيتنز في مرغيفية ميسين. احتلت هذه السلالات المناطق الشرقية من نهر زاله التي كان يسكنها سلاف بولابيون، وأخذوا الاسم القبلي Sachsen (ساكسون) إلى منبع نهر إلبه معهم.
انخذ اسم ساكسونيا العليا لتمييزها عن أراضي 'سكسونيا السفلى' ، وهو مفهوم نشأ في وقت لاحق في الاستخدام الشعبي (على الرغم من أن يكن رسميا) كمصطلح يدل على الأراضي السكسونية في شمال وغرب ألمانيا (حيث انتشرت لهجات ساكسونيا كلهجات ألمانيا السفلى ) في ما هو الآن في ولاية سكسونيا السفلى ، وكذلك المنطقة المجاورة ويستفاليا ، وهولشتاين والجزء الغربي من ساكسونيا أنهالت شمال سلسلة جبال هارتس (إيستفاليا).
وفقا مرسوم الذهبي لعام 1356، فإن أراضي ساكس–فيتنبرغ حتى جبال الالب شكلت دائرة انتخابية، والتي في 1423 اندمجت مع ولابة مايسن تحت اسرة فتين، ورأست دائرة سكسونيا العليا.استحوذ فيتنز أرض لوساتيا 1635 عن طريق معاهدة سلام براغ واصبحوا بعد ذلك ملوكا لساكسونيا في 1806. وهكذا فالمواطنين الحاليونا في ولاية ساكسونيا الألمانية يعرفون بساكسون. وهذا صحيح من وسائل الإعلام، على الرغم من الشرق المركزي الألماني اللهجات العليا سكسونية (Meißenisch و Osterländisch) توضع في تورينغن العلوي سكسونية التواصل.

## وصلات خارجية
- أوبرزاخسن